# Proletarski (Pervomaiski)
|  | Per a altres significats, vegeu «Proletarski». |

Proletarski - Пролетарский (rus) és un khútor del krai de Krasnodar, a Rússia. Es troba a la vora d'un petit afluent per la dreta del Sossika, tributari del Ieia. És a 19 km al sud-oest de Kusxóvskaia i a 155 km al nord de Krasnodar.
Pertany al possiólok de Pervomaiski.